# Bar

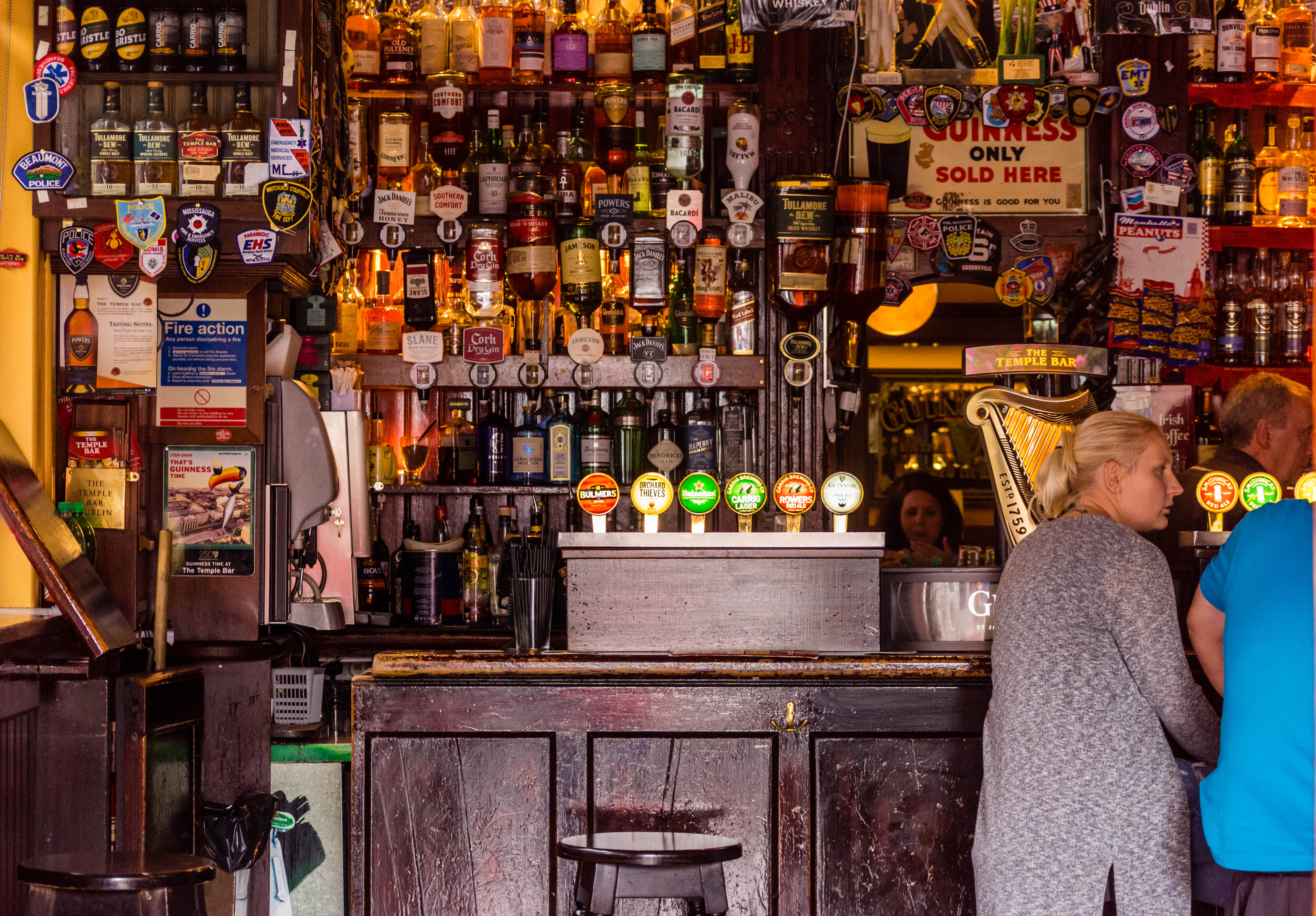
Un bar de alcohol en Dublín (Irlanda).

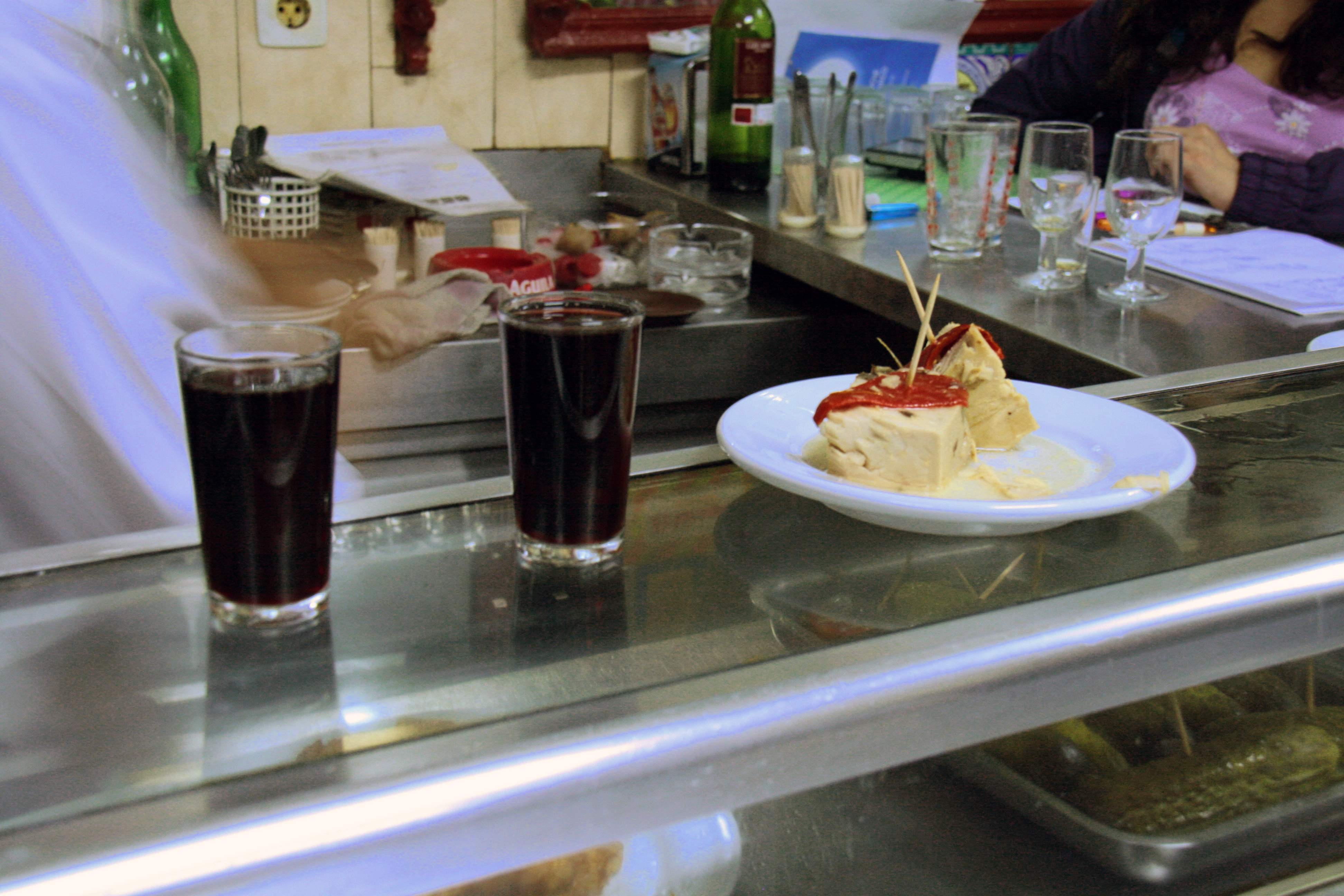
Dos vasos de vino y un aperitivo en la barra de un bar madrileño.

Un bar es un establecimiento comercial donde se sirven bebidas alcohólicas, no alcohólicas y aperitivos, generalmente para ser consumidos de inmediato en el mismo establecimiento en un servicio de barra. La persona que atiende el bar suele estar de pie, tras la barra, y en el mundo anglosajón se le conoce tradicionalmente con el nombre de barman o bartender.

## Etimología
El vocablo «bar» proviene de la voz latina «barra», usada en el siglo xiii en Italia para indicar la barrera separadora en las cortes de justicia. Pronunciada a la francesa como barre entró con los normandos en Inglaterra y quedó allí en la forma bar. La palabra llegó a la lengua española a finales del siglo xix.

## Estructura o partes de una barra

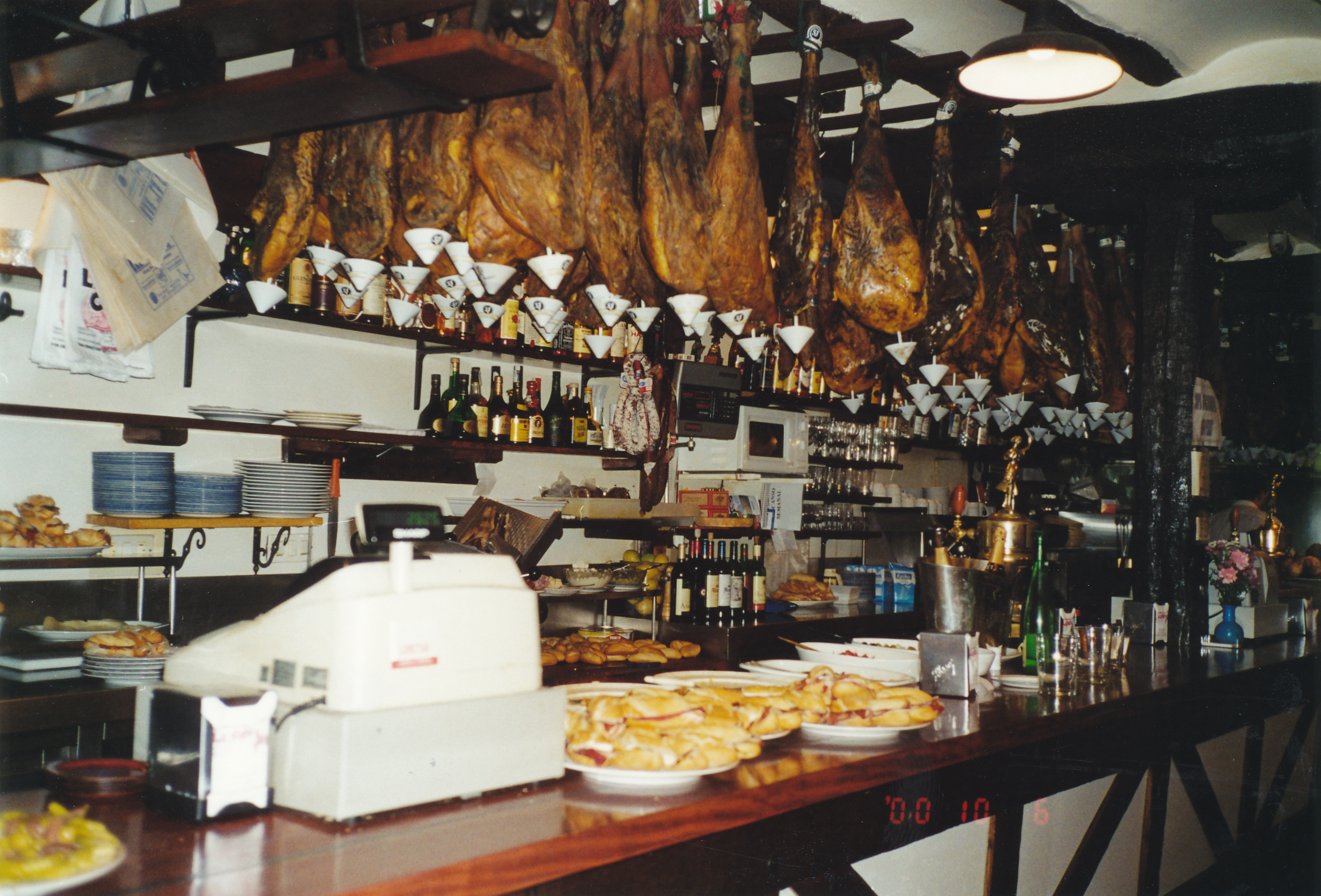
Un bar (restaurante) típico en la Parte Vieja de San Sebastián (España)

### Barra de atención o de servicio
Es la que se ubica en el frente del bar y es donde se atiende a los clientes en forma personalizada, debe tener un rondón de seguridad, para evitar la caída de líquidos hacia el lado externo de la barra; la altura puede tener de 1,1 a 1,3 m, el ancho de la zona de atención puede estar entre 40 cm y 80 cm para tener comodidad de ubicar vasos, tazas, aperitivos, etc.

### Barra de función o estación de servicio
Es una parte importante dentro de la distribución interna del bar ya que su correcto montaje y uso nos permitirá optimizar la producción de cócteles, debe contar con pozas para hielo entero y frappé, cambros para pre-mixes y un o unos speed rails o speed racks para la colocación de licores con dosificadores y así tener mayor comodidad y facilidad al momento de preparar cocteles en momentos de mayor afluencia de clientes.

### Barra de exhibición
Se ubica en la parte posterior de la barra de atención y es donde se ubican toda la variedad de productos que se ofrecen a la venta. Es vital que la ubicación de las botellas tenga un orden, a esto se sugiere el orden preestablecido según la clasificación de la I.B.A. (International Bartenders Association) que sugiere sea aguardientes, aperitivos y licores; y que estos se respeten con el fin de no generar desorden y caos. También tiene efecto decorativo y su presentación visual es importante para ganar el interés del cliente.

## Función social

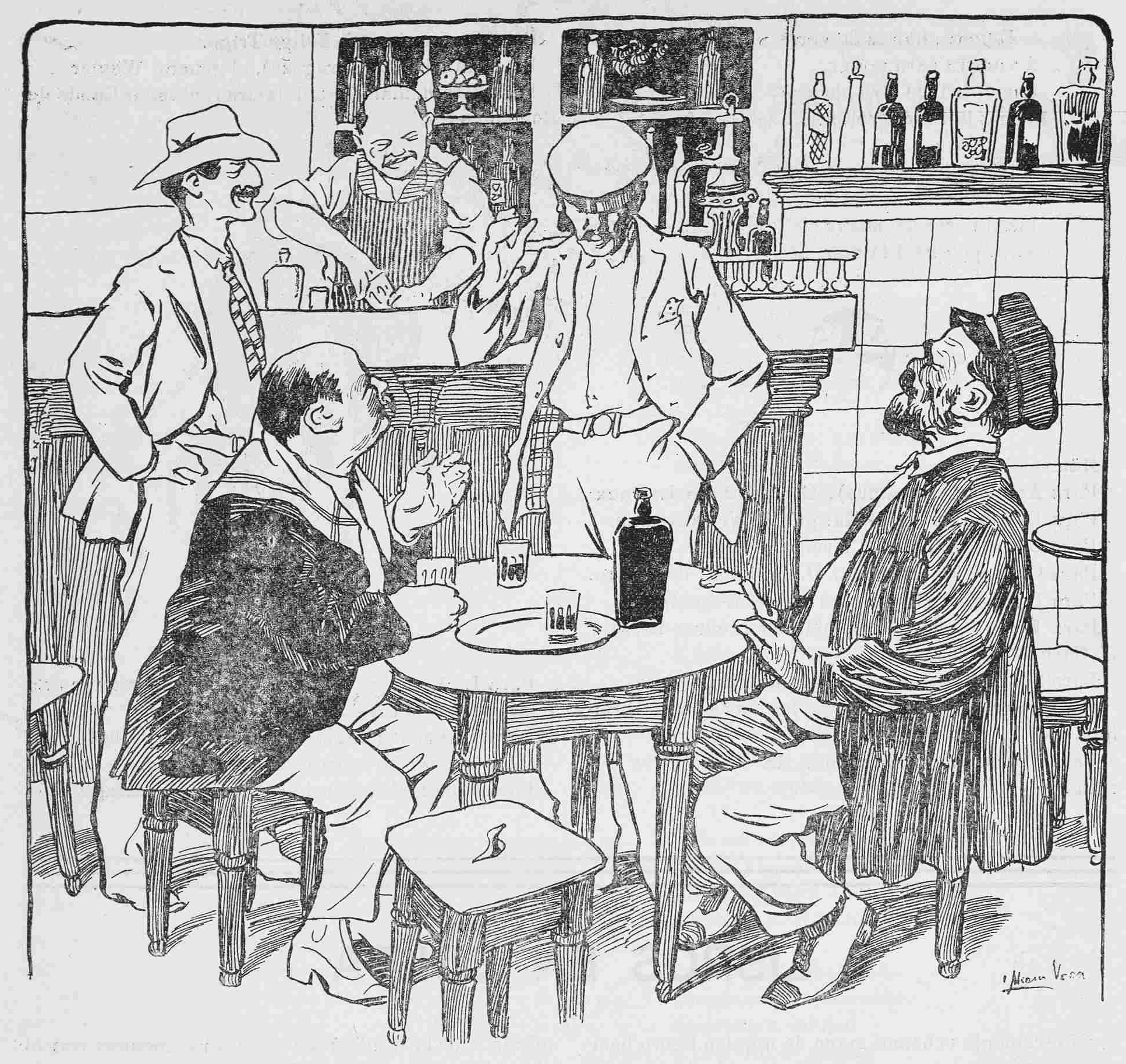
Grupo de parroquianos en una mesa de bar

En algunos países, como en España, los bares son un popular fenómeno social que ha marcado la cultura y las costumbres de numerosas generaciones. A veces son un espacio donde se ofrecen diversas porciones de comida para acompañar las bebidas, tal y como pueden ser tapas, raciones, pinchos y otras.
Tradicionalmente, los bares son lugares de encuentro y reunión informal. En España, es común que todo pueblo, barrio o incluso cada calle importante de una ciudad tenga uno o más bares que son visitados de forma habitual por muchos de los vecinos. A pesar de su marcada importancia como centro social, algunas personas consideran los bares un lugar poco recomendable, y sostienen que favorece el consumo de bebidas alcohólicas, de tabaco e incluso la adicción al juego, y por tanto puede ser parte responsable de la proliferación de estas adicciones, las cuales provocan numerosos problemas individuales, familiares y sociales.
.

## Diferencias con otros establecimientos

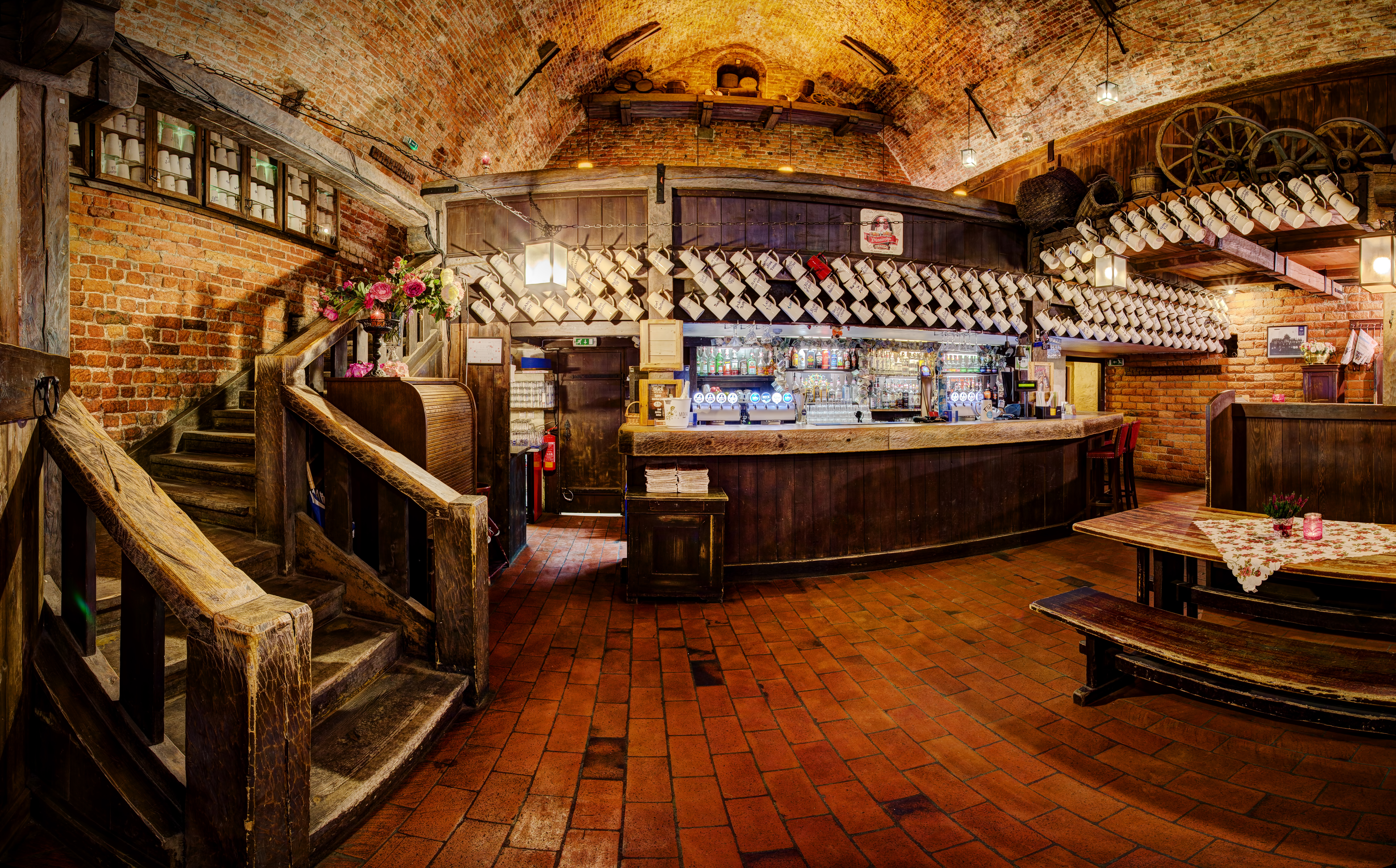
Püssirohukelder, una antigua bodega de pólvora del y actual restaurante de cerveza en Tartu (Estonia).

Existen también otros tipos de negocios similares, aunque en ocasiones un mismo establecimiento puede compartir características de todos ellos a la vez:
- El restaurante es un establecimiento con servicio de mesa donde se sirven comidas o cenas de forma que los clientes puedan sentarse cómodamente para consumirlas.
- La cafetería, también simplemente «café», es un establecimiento de hostelería donde se sirven aperitivos y comidas, generalmente platos combinados y no comida elaborada propiamente dicha. También se ofrecen bebidas alcohólicas.
- El pub es un establecimiento donde se sirven bebidas alcohólicas, no alcohólicas y refrigerios bajo las premisas del país correspondiente. Los países angloparlantes son los que registran una mayor cantidad de pubs.
- La taberna es un establecimiento público, de carácter popular, donde se sirven y expenden bebidas y, a veces, se sirven comidas. Generalmente ofrece la posibilidad de consumir comida en un entorno informal, en la barra o en mesas al efecto sin apenas servicio por parte del establecimiento.
- La ludoteca tiene juegos de mesa de tablero, en los cuales se puede jugar mientras se consume la bebida o el alimento.